# Diocesi di Portmo
La diocesi di Portmo (in latino: Dioecesis Porthmensis) è una sede soppressa e sede titolare della Chiesa cattolica.

## Storia
Portmo, nell'isola di Eubea, è un'antica sede vescovile della Grecia. Inizialmente suffraganea dell'arcidiocesi di Corinto, nel IX secolo entrò a far parte della metropolia di Atene. Così è menzionata nella Notitia Episcopatuum redatta dall'imperatore bizantino Leone VI (886-912) e in quelle successive.
Sono due i vescovi attribuiti da Michel Le Quien a questa antica diocesi: Teodoro, che intervenne al secondo concilio di Costantinopoli nel 553; e Leone, che prese parte al concilio di Nicea del 787.
Dal 1933 Portmo è annoverata tra le sedi vescovili titolari della Chiesa cattolica; la sede è vacante. Nel Settecento la Santa Sede assegnò il titolo Portimensis al vescovo Eugenio Pilotti, vicario apostolico di Shensi e Shansi; Eubel identifica questo titolo con quello della diocesi di Portmo. Il titolo tuttavia non appare più negli Annuari pontifici dell'Ottocento.

## Cronotassi dei vescovi greci
- Teodoro † (menzionato nel 553)
- Leone † (menzionato nel 787)

## Cronotassi dei vescovi titolari
- Eugenio Pilotti da Bassano, O.F.M. † (2 ottobre 1739 - 20 dicembre 1756 deceduto)